# Cortellazzo (nave mercantile)
La Cortellazzo è stata una motonave da carico italiana, violatore di blocco durante la seconda guerra mondiale.

## Storia

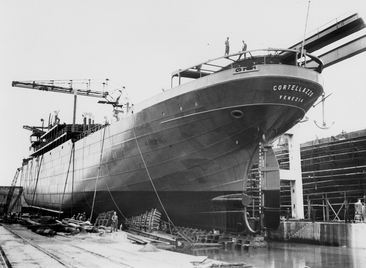
La Cortellazzo in costruzione nei cantieri navali di Monfalcone.

Costruita tra il gennaio 1930 ed il marzo 1931 nei Cantieri Riuniti dell'Adriatico di Monfalcone (numero di costruzione e di assemblaggio 223 e di completamento 183), la nave, una motonave da carico da 5292 tonnellate di stazza lorda, iscritta con matricola 238 al Compartimento marittimo di Venezia, apparteneva alla Società Veneziana di Navigazione a Vapore, con sede a Venezia. Nel 1937 la Cortellazzo venne trasferita al Lloyd Triestino, avente sede a Trieste. In tempo di pace l'unità era impiegata sulle tratte per l'India e l'Estremo Oriente, passando per il Mar Rosso e l'Oceano Indiano.
Nel periodo della «non belligeranza» la motonave venne fermata ed ispezionata da unità inglesi, mentre era in navigazione proveniente dalle Indie Orientali Olandesi con un carico di pepe per la ditta di conserve alimentari Arrigoni e C.. Il 3 aprile 1940 la nave, diretta in Giappone, attraversò per l'ultima volta il canale di Suez.
In seguito all'ingresso dell'Italia nel secondo conflitto mondiale, il 10 giugno 1940, la Cortellazzo si rifugiò a Kōbe, in Giappone (per altre fonti a Dalian, nella Corea occupata dalle forze giapponesi, da dove poi, in previsione del forzamento del blocco, si trasferì in Giappone), dove rimase e stazionò inattiva per 17 mesi. A seguito della lunga permanenza in tale porto, la nave divenne molto familiare per i giapponesi, che la soprannominarono «Italia».

Al pari delle altre navi mercantili italiane che si trovavano nei porti della Cina e del Giappone (motonavi Pietro Orseolo, Calitea II e Fusijama, piroscafi Carignano, Venezia Giulia ed Ada Treves, transatlantico Conte Verde), l'unità venne visitata, nell'autunno 1941, dall'ammiraglio Carlo Balsamo, addetto navale a Tokyo, che doveva individuare le navi adatte al trasporto della gomma naturale (nonché altri materiali utili allo sforzo bellico) dall'Estremo Oriente alla Francia occupata, violando il blocco alleato ed attraversando due oceani. 

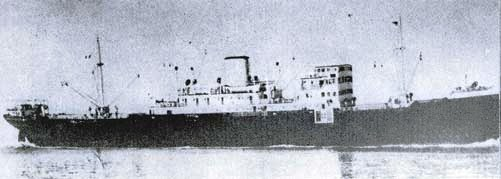
Un'altra immagine della Cortellazzo scattata verosimilmente durante la non belligeranza, tra la fine del 1939 e l’inizio del 1940.

 Solo tre unità vennero giudicate adatte: tra queste vi era la Cortellazzo (le altre erano le moderne motonavi Pietro Orseolo e Fusijama). La rotta stabilita da uno studio nautico e meteorologico della Regia Marina, per evitare le zone più frequentate dal naviglio britannico (essendo gli Stati Uniti d'America ancora neutrali), prevedeva l'attraversamento dell'Oceano Pacifico da nord verso sud, il doppiaggio di Capo Horn e la risalita dell'Oceano Atlantico fino a Bordeaux. Prima della Cortellazzo salparono dai porti giapponesi e coreani nove mercantili tedeschi, cinque dei quali giunsero a destinazione.
Supermarina (il comando superiore della Regia Marina), in accordo con le autorità giapponesi e tedesche, fece preparare un carico completo di materiali di interesse militare (1400 tonnellate di olii vegetali, 1140 di arachidi, 496 di pneumatici – destinati all'Italia –, 285 di canapa, 275 di lacca, 258 di tè, 159 di tela kaki, 100 di stagno, 61 di nichel, 36 di rame, 10 di volframio) da trasportare in Francia (da dove poi inviarlo in Germania – 4309 delle 5639 tonnellate di carico erano destinate alle forze tedesche, mentre 1330 erano per le truppe italiane – ed in Italia), ed ordinò all'addetto navale a Tokyo che la partenza della Cortellazzo avvenisse tra fine ottobre ed inizio novembre 1941, in modo da approfittare della riduzione autunnale delle ore di luce, che avrebbe contribuito a proteggere la nave da eventuali avvistamenti. Prima della partenza, per conseguire un rapido autoaffondamento in caso di incontro con navi nemiche, fu collocata una carica esplosiva da 50 kg nel locale eliche. Dopo essersi rifornita di provviste (comprensive anche di tre maiali vivi – due dei quali furono uccisi rispettivamente per Natale e Capodanno, mentre il terzo verso la fine del viaggio – ed alcune centinaia di polli) ed aver imbarcato parte del carico nel porto di Kobe, dove fu anche camuffata da nave giapponese con il nome di Dai Ichi Chokyu Maru (che fu scritto, sottobordo, in caratteri giapponesi), la motonave italiana, al comando del capitano di lungo corso Luigi Mancusi e con 40 uomini di equipaggio (più un passeggero civile, Francesco Nardi, imbarcatosi di propria iniziativa tra il 10 settembre 1941, dopo aver ottenuto il permesso delle autorità, per tentare di ritornare in Italia), lasciò Kobe alle dieci di sera del 6 novembre 1941 (battendo bandiera nipponica), e, dopo aver attraversato ad una velocità di 14 nodi il Mare Interno di Seto (Seto Naikai), costellato di isole, ed essere uscita dallo stretto di Shimonoseki (tra le 15.30 e le 18 del 7 novembre la motonave sostò prima di entrare nel canale di Moji), tra Kyūshū e Honshū, transitò nello stretto di Tsushima e quindi nello stretto di Corea (alle 13.30 dell'8 novembre fu superata l'estrema propaggine meridionale della Corea), per giungere, alle otto di sera del 9 novembre, a Dairen (il viaggio si svolse senza imprevisti), dove completò il carico. La navigazione si svolse con mare calmo e cielo limpido od appena velato (nella fase finale della navigazione), sino alle 17 del 9 novembre, quando l'unità entrò in un banco di nebbia, con visibilità ridotta a meno di 50 metri e poi ancora meno. Dopo aver sostato nella baia sino alle dieci del mattino del 10 novembre, attendendo l'arrivo del pilota, la Cortellazzo, assistita da un rimorchiatore, entrò in porto ed attraccò al molo alle undici con i picchi di carico abbassati, in modo da non sembrare intenzionata ad imbarcare merce, ed effettuò le operazioni di carico (compiute da prigionieri di guerra cinesi) nella massima riservatezza e segretezza, grazie all'attenta sorveglianza delle autorità nipponiche, che vietarono l'ingresso di qualunque estraneo nell'area portuale, vigilarono la nave giorno e notte con decine di sentinelle armate ed impedirono anche allo stesso equipaggio italiano di prendere contatto con la terraferma. Il 16 novembre 1941, dopo una settimana di sosta (durante la quale le operazioni di carico erano procedute senza interruzione eccetto che per il 12 novembre), il mercantile, con a bordo 5639 tonnellate di materiali pregiati pressoché introvabili in Europa, salpò da Dairen: dopo aver lasciato la banchina alle 8.45, l'unità si ancorò al centro della baia e, mediante delle bettoline, imbarcò scorte di carburante, acqua e viveri per due mesi e mezzo, per salpare alle 20 (per altre fonti alle 20.15)), con il favore dell'oscurità, in modo da non dare nell'occhio (l'addetto navale italiano comunicò immediatamente la partenza a Supermarina, riferendo tutti i dettagli, anche se sbagliando ad indicare la data: il 15 invece del 16). La Cortellazzo attraversò il Mar Giallo tenendosi lontana dalle coste della Corea, per non essere avvistata da terra e non imbattersi in altre navi (nella mattina del 18, poco prima delle 10, incontrò due piroscafi), modificando continuamente la rotta ma dirigendo sempre verso sud, poi – dopo aver affrontato una violenta burrasca tra il 18 ed il 19 ed essersi lasciata sulla poppa Kyushu, passando per lo stretto di Osumik, alle 11 del 19 novembre – transitò a sud dell'isola Quelpart (attuale isola Jejudo) e fece rotta per lo stretto di Van Diemen, entrando nell'Oceano Pacifico – per la prima volta dalla sua entrata in servizio – il 19 novembre.
La nave, a partire da tale punto, iniziò a seguire una rotta prestabilita – che il 6 ottobre 1941 l'addetto navale a Tokyo, dopo aver attentamente vagliato le rotte da seguire, aveva comunicato con un messaggio cifrato a Supermarina, insieme al messaggio «Prima rotta ritengo conveniente : Carmela – Carlo – Costanzo – Clara – Caterina – Claudio – Cristoforo – Clarissa – Cornelio alt Propongo anche seguente seconda rotta: Carmela – Carlotta – Costanzo – Clara – Caterina – Cirillo – Corrado – Clarissa – Cornelio alt Dal punto Cornelio nave procederà per Nord nella fascia compresa tra meridiano 36° e 40° Ovest raggiungendo successivamente punto Costantino et Carolina et porto di destinazione alt», cui il 21 novembre 1941 era stato aggiunto «Decifrate da solo – Segreto – Riferimento mio 6 ottobre ultimo capoverso alt Carmela Dicembre 2 – Clara Dicembre 25 – Cristoforo Gennaio 6 – Cornelio Gennaio 13 – Costantino Gennaio 20 – Crispino Gennaio 23 – Clemente (eventualmente) Gennaio 20 alt Ultimi due punti saranno raggiunti esattamente data stabilita alt altri punti possono essere raggiunti soltanto un giorno di ritardo» – , composta da una serie di 17 punti tutti denominati con nomi inizianti per «C», ovvero, rispettivamente, Carmela (4° N e 170° O), Carlo (28° S e 140° O), Carlotta (10° S e 127° O), Costanzo (54° S e 80° O), Clara (58° S e 65° O), Caterina (53° S e 48° O), Cirillo (20° S e 20° O), Claudio (20° S e 15° O), Corrado (10° S e 20° O), Cristoforo (10° S e 17° O), Clarissa (5° N e 28° O), Cornelio (12° N e 39° O), Costantino (41° N e 37° O), Cecilia (40° N e 36°), Carolina (46° N e 20° O), Clemente (35° N e 22° O) e Crispino (42° N e 18° O). Dopo il transito nello stretto di Van Diemen venne anche cambiato il camuffamento: la motonave fu camuffata in modo da assomigliare al piroscafo Kinga Maru, il cui nome venne dipinto sui masconi, a poppa ed a centro nave (in modo da essere leggibile da lontano); venne inoltre issata al picco la bandiera giapponese (dipinta anche sui fianchi ed a poppa) ed il fumaiolo venne verniciato con i colori della compagnia Kakusai Kisen Kaisha. Tra il 25 ed il 27 del mese la Cortellazzo, passando il 12º parallelo, incontrò una tempesta a ciel sereno. Nel pomeriggio del 28 (o 27) novembre la nave, passando tra gli arcipelaghi delle Caroline e delle Marshall, avvistò tre sommergibili oceanici nipponici che procedevano in superficie in linea di fila, e poco dopo il comandante Mancusi apportò una leggera modifica alla rotta, onde evitare d'imbattersi in navi nemiche. Due giorni dopo il mercantile, che il 29 aveva modificato la rotta verso est, mentre procedeva tra i punti «Carmela» e «Carlo» (passando il 180º parallelo, spostando indietro il calendario di un giorno e pertanto ripetendo per due giorni la data del 30 novembre) modificò la propria velocità in modo da intersecare le rotte aeree e navali che univano le Filippine e gli Stati Uniti solo di notte. Alle 15.30 del 2 dicembre fu passato l'Equatore, mentre il 3 dicembre fu intercettata la notizia dello scontro tra l'incrociatore australiano Sydney e la nave corsara tedesca Kormoran. Tuttavia, poco dopo la fine delle operazioni di camuffamento, il 7 o l'8 dicembre 1941, mentre la Cortellazzo era in navigazione al largo delle isole Gilbert ed Ellice, che aveva lasciato sulla propria dritta), circa 2000 miglia a sudovest delle Hawaii (e secondo alcune fonti non aveva ancora passato la linea di cambio di data, cosa che si sarebbe verificata solo poco dopo l'8 dicembre), il radiotelegrafista della nave italiana, che era continuamente in ascolto, intercettò una comunicazione urgente a tutte le navi americane, riguardante l'attacco aereo giapponese svoltosi nelle ore precedenti contro la base navale statunitense di Pearl Harbor. In seguito a ciò, apparve evidente che la neutralità del Giappone sarebbe cessata e che gli Stati Uniti sarebbero entrati in guerra, e conseguentemente la Cortellazzo, camuffata da nave giapponese, avrebbe rischiato di essere attaccata: pertanto il comandante Mancusi, dopo aver radunato ed informato ufficiali ed equipaggio della mutata situazione, ordinò di cambiare nuovamente il camuffamento, in modo da far somigliare la Cortellazzo alla motonave svedese Delhi. La sera dell'8 dicembre il comandante comunicò a Navitalia Tokyo, BETASOM (la base atlantica italiana a Bordeaux, meta del viaggio), Maricolleg Berlino e Navitalia Berlino la propria decisione di mutare camuffamento (per altre fonti l'ordine venne da Supermarina, con il messaggio «Decifri da solo alt seguito entrata in guerra Giappone ordinato CORTELLAZZO assumere subito nazionalità svedese alt»). Il fumaiolo venne pertanto riverniciato con i colori della Svenska Ostasiatische Kampt Delt – giallo con un disco azzurro contenente le tre corone della casa reale svedese –, mentre sullo scafo, fuori bordo, venne dipinto in grandi lettere il nome Delhi – Sweden, insieme a quello del compartimento marittimo d'iscrizione, Göteborg, ed alle bandiere svedesi. La Cortellazzo passò poi nelle acque delle Salomone e delle Samoa ed assunse poi una nuova rotta che l'avrebbe portata a passare tra le isole Tuamotu e Tahiti (isole della Società), tenendosi tuttavia a grande distanza dalle isole (lasciate sulla dritta), essendovi, in quella zona, la base navale franco-gollista di Papeete. La navigazione, verso sud/sudovest, procedette comunque senza problemi, e la motonave fece rotta su Capo Horn, mentre Supermarina inviava alla base atlantica di Betasom, avente sede a Bordeaux (destinazione del viaggio della Cortellazzo), ed ai propri comandi a Berlino ed a Tokyo la notizia dell'avvenuto cambio di camuffamento. Il 9-10 dicembre la nave incontrò mare particolarmente tempestoso, dopo di che il bel tempo tornò il 13 dicembre, ma già il 14 ricominciò una tempesta particolarmente violenta, che iniziò a scemare il 16. Tra le 20 del 15 dicembre e le due del 16 vennero sostituite le fasce elastiche dell'apparato motore, mentre il 19 venne effettuata un'esercitazione di abbandono nave e fu accesa una caldaia ausiliaria per ovviare al freddo intenso. L'unità, procedendo a 14 nodi, si avvicinò a Capo Horn, mentre le condizioni meteomarine andavano rapidamente peggiorando: man mano che si avvicinava a Capo Horn, la motonave si ritrovò a navigare in un mare sempre più burrascoso, tra enormi ondate che si riversavano in coperta e fortissimo vento, tanto che si decise di far scendere dagli alberi, approfittando delle pause tra un'onda e la successiva, le vedette, che non potevano resistere a lungo nelle coffe, a causa del freddo – non era del resto verosimile nemmeno che, in tali condizioni di tempo e di mare, vi fossero navi nemiche nei paraggi –, e che vennero pertanto impiegate dalla plancia. Particolare attenzione fu dedicata al controllo dei termometri, in plancia, e della temperatura dell'acqua marina, in sala macchine: improvvisi cali di temperatura segnalavano infatti l'avvicinamento di un iceberg, ed il periodo dell'anno era particolarmente adatto per imbattersi in iceberg staccatisi dalla banchisa con l'estate australe e spinti quindi dai venti verso nord, anche fino allo stretto di Magellano. In seguito ad un improvviso crollo della temperatura, infatti, il comandante Mancusi ordinò di virare di 60° a sinistra e poco dopo comparvero diversi iceberg alla deriva, in balia del mare mosso, che vennero evitate con una serie di rapide manovre. Su di un iceberg, incontrato il 21 dicembre, fu avvistato un gruppo di pinguini (più frequente, già da diverse settimane, era la presenza degli albatros). Altre fonti, tuttavia, riportano che la nave, passando molto a sud di Capo Horn e molto ad est delle Isole Falkland, non avrebbe incontrato od avvistato iceberg né ghiaccio alla deriva, nonostante il periodo dell'anno. Il 22 dicembre, poco prima delle cinque del pomeriggio, una camicia di un pistone si sfondò a causa della rottura di una fascia elastica da poco sostituita, immobilizzando la nave (che poté ripartire quattro ore dopo), e, non potendo sostituirla (operazione molto lunga) con condizioni meteomarine tanto avverse, fu necessario eliminare il cilindro danneggiato e proseguire la navigazione con i restanti sette. Capo Horn fu doppiato la vigilia di Natale, transitando circa cento miglia a sud e dirigendo quindi verso nord, dopo 40 giorni con rotta verso sud. Il 25 dicembre, tuttavia, si presentò anche il problema della nebbia, ed il tutto, unitamente al violento rollio, vanificò la preparazione, da parte di cuochi e cambusiere, del pranzo di Natale.
Dopo aver doppiato Capo Horn, la Cortellazzo si ritrovò al riparo della Terra del Fuoco, che portò gradatamente al miglioramento del clima ed alla bonaccia: dopo l'ingresso della motonave nell'Oceano Atlantico, scomparvero i forti venti da ovest, i borgognoni, gli iceberg e la nebbia. Il comandante Mancusi ordinò quindi un'accostata verso nord. Il 28 dicembre, intorno alle 21, vi fu una breve sosta per rimpiazzare una valvola, mentre dalle 20.30 alle 24.30 del 31 vi fu una nuova sosta per smontare il pistone danneggiato del cilindro guastatosi il 22 dicembre; tra le 8.30 e le 12.30 del 1º gennaio, dopo lavori di preparazione, la camicia del cilindro venne eliminata con l'uso di un martinetto idraulico. L'operazione di sostituzione della camicia, dividendo il personale di macchina in due squadre che si alternarono, fu terminata il 2 gennaio, mentre il pistone fu rimontato durante una nuova sosta, tra le 21.30 del 2 e le 3 del 3. L'equipaggio provvide nel frattempo a riparare tutti i danni provocati dalla tempesta (porte e paratie sfondate, oblò e tubature distrutte, allagamento di alloggi, danneggiamento delle scialuppe: queste ultime, dopo essere state riparate, furono appese alle gru ammainate, in modo da poter essere rapidamente calate in caso di autoaffondamento), mentre le vedette tornarono nelle coffe per sorvegliare il tratto di mare circostante, dato che il mercantile si apprestava a transitare tra le Falkland e la Georgia del Sud, sedi di basi aeronavali britanniche dalle quali i velivoli inglesi erano in grado di coprire un raggio di oltre 300 miglia. Il primo ufficiale, il nostromo ed alcuni marinai controllarono le condizioni di casse di galleggiamento, fanali, bussole, contenitori d'olio per «calmare le onde», ancore galleggianti, buglioli, sassole, alberetti e vele, radio di soccorso, remi, scalmiere, alleggi, timoni, lenze, specchietti per segnalazioni, salvagente, scorte di acqua, gallette, medicinali, cognac, carne e tonno in scatola. Giunta a nordest delle Falkland, la nave puntò decisamente a nord, tenendosi al centro dell'Atlantico (per evitare di incontrare convogli Alleati) e fece rotta su Fernando de Noronha, avvicinandosi al punto ove l'Atlantico era meno largo, tra Natal e Freetown, area sottoposta a stretta sorveglianza da parte delle forze britanniche, essendo un punto di passaggio di tutto il traffico da nord a sud e da est ad ovest: oltre alle navi inglesi, da due settimane anche la United States Navy vi aveva inviato proprie unità, tra cui due portaerei di scorta, i cui velivoli esploravano i tratti di mare circostante. Pur non essendo a conoscenza di ciò, il comandante Mancusi decise di passare in tale zona con il favore della notte, dopo di che la Cortellazzo diresse ad ovest dell'isolotto di San Pietro e Paolo – privo di faro, distrutto dai gabbiani poco dopo la sua costruzione da parte delle autorità brasiliane, il che aumentava i rischi d'incaglio –, nelle cui acque venne assalita da stormi di gabbiani che s'infilarono ovunque, anche all'interno della nave, aggredendo l'equipaggio ed invadendo i locali, dovendo essere cacciati con la forza. Il 9 dicembre, alle otto di sera, fu ripassata la linea dell'Equatore. La motonave, dopo essere transitata tra Fernando de Noronha e l'isolotto di San Pietro e Paolo, superò rapidamente la zona dell'aliseo di Sudest, entrando invece – per la seconda volta: la prima era stata durante il passaggio dell'Equatore nell'Oceano Pacifico, da nord verso sud, ossia in senso inverso – nella zona equatoriale, caratterizzata da caldo torrido (i continui cambi di zona climatica – l'ultima sarebbe stata il freddo Atlantico settentrionale, dov'era inverno – avevano già obbligato più volte l'equipaggio a mutare abbigliamento, oltre a causare malattie). I pasti andarono riducendo a sola carne conservata e limoni, causa il ridursi delle scorte ed il malfunzionamento dei frigoriferi.
Il 10 gennaio 1942 la motonave raggiunse il punto «Clarissa» ed entrò nella zona dell'Atlantico maggiormente controllata dagli Alleati, e l'11 gennaio la Kriegsmarine informò Supermarina che un proprio gruppo di U-Boote stava cercando un convoglio britannico in una zona nella quale la Cortellazzo – che manteneva, come ordinato, il silenzio radio – sarebbe passata entro pochi giorni (ciò avrebbe comportato il rischio di un accidentale siluramento della Cortellazzo/Delhi), pertanto la motonave ricevette il messaggio «Urgentissimo via Coltanoradio – Non, dico non, utilizzare Clemente alt At Costantino cambiare 41° in 42° latitudine Nord Et At Crispino 42° in 42°30' latitudine Nord». Il comandante Mancusi, subito avvertito dal radiotelegrafista, modificò pertanto la rotta, accompagnato dall'aliseo di nordest, navigando verso ovest, e dovendo modificare, il 16 gennaio (mentre navigava ai margini orientali del Mar dei Sargassi) la rotta, avendo avvistato in lontananza, in posizione 26°20' N e 39° O, una grossa nave cisterna britannica con rotta 280°: l'unità nemica fu avvistata, a prora dritta, alle 15.15, quindi la Cortellazzo assunse dapprima rotta parallela, in attesa di comprendere la rotta della nave sconosciuta – della quale non fu, al momento, accertata la tipologia –, e quindi virò in modo da avere la petroliera a poppa; dopo un'ulteriore modifica della rotta, la nave sconosciuta scomparve alla vista tra le 17.30 e le 17.45 (dopo tale vicenda, buona parte dell'equipaggio iniziò a dormire vestita, per poter celermente abbandonare la nave se necessario). La nave, avendo assunto rotta verso ovest, modificò la velocità per passare a 150 miglia ad est delle Azzorre di notte. Il 18 gennaio il tempo ricominciò a peggiorare, con mare tempestoso e brusco abbassamento della temperatura (il 20 gennaio vi fu la tempesta peggiore dall'inizio del viaggio, che provocò un notevolissimo beccheggio della nave, che proprio quel giorno modificò la rotta verso l'Europa) ed il 21 gennaio vi fu un falso allarme, quando le vedette credettero di avvistare la torretta di un sommergibile (che si pensò poi di aver accidentalmente speronato) e la scia di un siluro (che era in realtà un grosso pesce od un cetaceo), mentre il 23 gennaio la Cortellazzo giunse a nordovest delle Azzorre, punto di svolta della propria rotta e punto di attraversamento delle rotte che univano Inghilterra, Mar Mediterraneo ed Africa (43°30' N e 18° O, approssimativamente corrispondente al punto «Crispino»), dove virò verso est facendo rotta su Cabo Ortegal (coste della Spagna, nel golfo di Biscaglia, 35 miglia a nordest di La Coruña) da dove proseguire costeggiando la Spagna, alla volta di Bordeaux. Lo stesso giorno (23 gennaio) la Cortellazzo avrebbe dovuto incontrarsi con un sommergibile che avrebbe dovuto scortarla ed indicarle la rotta, ma l'incontro non poté avvenire, a causa di dieci ore di ritardo. In seguito all'arrivo della nebbia, tuttavia, disponendo la nave solo di una carta in scala ridotta e non dettagliata, l'unità dovette evitare di stare troppo sotto costa (ci si aspettava del resto che la nebbia ostacolasse anche la possibile individuazione da parte di navi nemiche). Il 25 gennaio l'unità incontrò una ventina di pescherecci. La nave procedette a lento moto in condizioni di mare calmo (nella settimana precedente era stato invece burrascoso, ma di poppa, aiutando pertanto la navigazione) e giunse nelle acque di Capo Higuer, dove la nebbia iniziò a diradarsi, rivelando la presenza di un sommergibile: il comandante di tale unità, insospettito dalla presenza di una nave svedese nel golfo di Biscaglia, ordinò di preparare i tubi di lancio e si avvicinò alla nave sconosciuta, mentre il comandante Mancusi ordinava di prepararsi all'autoaffondamento: una volta che le distanze si furono ridotte a meno di un chilometro, mentre i rispettivi equipaggi si osservavano con i binocoli, gli ufficiali della Cortellazzo si resero conto che il sommergibile era un U-Boot tedesco, pertanto Mancusi fece issare le bandiere italiane e mostrare i segnali di riconoscimento convenuti: dopo alcune brevi comunicazioni, il sommergibile augurò buona fortuna alla nave italiana e si immerse, allontanandosi. Poco dopo la motonave, dopo essere transitata parallelamente alla costa settentrionale della penisola iberica (in modo da evitare l'avvistamento da parte degli idrovolanti Short S.25 Sunderland e dei sommergibili britannici che pattugliavano il golfo di Biscaglia in cerca di U-Boote), fece il suo ingresso nel porto di Irun, in Spagna ma in prossimità del confine con la Francia (prima della partenza da Dairen, l'ambasciatore tedesco a Tokyo aveva infatti informato il comandante Mancusi che, qualora la nave fosse risultata in anticipo rispetto al previsto, avrebbe dovuto ormeggiarsi ad Irun in attesa della scorta), da dove poi uscì per raggiungere Bordeaux.

Al largo di Capo Higuer, alle 8.30 del 26 gennaio, la nave s'imbatté in tre guardacoste (per altra fonte dragamine) tedeschi, che chiesero delucidazioni sulla presenza di una nave svedese e poi, accertato che era in realtà italiana, le fornirono la loro scorta, disponendosi intorno ad essa (per altre fonti i dragamine erano stati appositamente inviati da Bordeaux). Dopo una breve sosta a Saint-Jean-de-Luz, 16 miglia più a nord, la nave ripartì all'una del pomeriggio scortata, come pianificato, da tre cacciatorpediniere tedeschi e da otto bombardieri Junkers Ju 88 (o da tre dragamine e da quattro idrovolanti). Alle tre del 27 gennaio 1942 (per altre fonti alle 12.23) la Cortellazzo entrò nella Gironda e si mise alla fonda a Le Verdon, poi, con l'arrivo dell'alta marea, ripartì per Bordeaux, dove si ormeggiò in serata, venendo accolta dal personale della base di Betasom. L'arrivo del mercantile fu salutato anche da un cablogramma di Supermarina, con cui il Capo di Stato Maggiore della Regia Marina, ammiraglio Riccardi, faceva i propri complimenti all'equipaggio e comunicava il conferimento della Medaglia d'argento al valor militare al comandante Mancusi ed al direttore di macchina, della Medaglia di bronzo al valor militare agli altri ufficiali e della Croce di guerra al valor militare al resto dell'equipaggio. Dal momento della partenza dal Giappone la Cortellazzo aveva trascorso 72 giorni in mare, percorrendo 21.163 miglia (42.000 km, 1730 ore di navigazione con una velocità media di 12,23 nodi). L'equipaggio fu poi rimpatriato, mentre il carico fu trasferito in Italia e Germania a mezzo ferrovia. 

La Cortellazzo dopo l’arrivo a Bordeaux, durante i lavori di adattamento per un nuovo viaggio di forzamento del blocco.

Essendo uno dei mercantili più grandi e moderni, la Cortellazzo, dopo l'arrivo a Bordeaux, venne ritenuta adatta ad essere nuovamente utilizzata come violatore di blocco per raggiungere l'Estremo Oriente, ove imbarcare materiali bellici di primaria importanza (specie la gomma naturale) non reperibili in Europa, per poi fare ritorno in Francia con tali carichi. Allo scopo, il 7 luglio 1942, era giunto a Bordeaux proveniente da La Spezia un gruppo di tecnici, operai e specialisti della Regia Marina, con l'incarico di armare ed adattare per tale compito, secondo gli ordini dei comandi tedeschi di Bordeaux, la Cortellazzo e le altre tre moderne motonavi (Pietro Orseolo, Himalaya e Fusijama) scelte per questo ruolo. La Cortellazzo venne pertanto sottoposta a lavori di adattamento per nuove missioni come violatore di blocco, imbarcando un cannone da 105 mm antinave e contraereo e quattro mitragliere (due contraeree da 20 mm, di produzione tedesca, e due da 9 mm, di fabbricazione francese). Vennero inoltre installati dei nebbiogeni ed altre attrezzature.

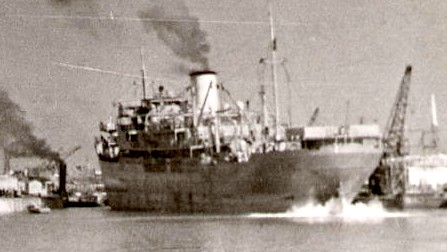
La motonave in partenza da Bordeaux per il Giappone.

Dopo aver imbarcato un nuovo equipaggio civile mandato dall'Italia – da Trieste a Bordeaux, passando per Monaco, per via ferroviaria –, insieme a militari della Regia Marina e della Kriegsmarine (per i collegamenti), la Cortellazzo sarebbe dovuta ripartire per Kobe. Il viaggio, della durata di cinque mesi, presentava notevoli rischi – qualche settimana prima i mercantili tedeschi Elsa Essberg, Anneliese Essberg e Spinchern avevano lasciato Bordeaux per il Giappone, venendo però tutti affondati o costretti a tornare in porto –, ma la carenza di materie prime reperibili solo in Estremo Oriente obbligava a tentare. I servizi di spionaggio britannici scoprirono che la Cortellazzo stava per partire, pertanto, nella prima decade del novembre 1942, la vigilanza alleata sulle rotte che portavano e partivano dalla Gironda venne rinforzata, con un dispositivo di sorveglianza imperniato sul pattugliamento dell'area da parte di sommergibili ed aerei in collaborazione. A causa anche del maltempo, tuttavia, un idrovolante Short Sunderland affondò accidentalmente il sommergibile britannico Unbeaten, scambiato per un U-Boot, perciò i comandi britannici decisero di dividere le aree di sorveglianza: i sommergibili avrebbero pattugliato la zona immediatamente circostante la Gironda, gli aerei avrebbero sorvegliato il mare più al largo, creando così una duplice barriera.
La Cortellazzo partì da Bordeaux la sera del 28 (o 29) novembre 1942, al comando del capitano di lungo corso Augusto Paladini e con un equipaggio composto da 9 ufficiali, 6 sottufficiali e 47 marinai. Lo stesso 28 dicembre la partenza fu comunicata agli U-Boote operativi nella zona in cui sarebbe transitata. La nave aveva a bordo un carico di 6000 tonnellate di materie prime – mercurio, acciai speciali e minerali –, medicinali, motori aeronautici, dotazioni per sommergibili ed armamenti sperimentali, da trasportare in Giappone, dove avrebbe imbarcato le materie prime irreperibili in Europa, da portare a Bordeaux. Vi erano a bordo anche nove militari tedeschi, che dovevano recarsi a Kobe. La nave fu scortata sino al traverso di Capo Finisterre dalle torpediniere Kondor, Falke e T 22, dopo di che le tre navi tedesche invertirono la rotta per tornare in porto, mentre il mercantile italiano si portò rapidamente al largo, in modo da aumentare in breve le distanze dalla costa. La Cortellazzo aveva così oltrepassato indenne la vigilanza britannica, sfuggendo a quattro sommergibili britannici inviati in agguato, che non avevano notato la sua presenza, ed all'avvistamento da parte dei numerosi velivoli britannici presenti nella zona. Non appena venne lasciata dalla scorta, tuttavia, la Cortellazzo venne avvistata da un idroricognitore Short Sunderland, che allertò la scorta del convoglio britannico «Torch KMF 4», un grosso convoglio composto da 23 trasporti truppe (con a bordo 60.000 uomini) e 7 navi scorta in rotta dal Regno Unito a Gibilterra. Nel messaggio, lanciato nella mattina del 30 novembre, si riferiva che una nave nemica era stata attaccata da un aereo britannico al largo di Cabo Ortegal, e che tale unità procedeva diretta verso ovest a dodici nodi. Secondo alcune fonti, in seguito a tale avvistamento, i sommergibili Graph, Sealion e Clyde ricevettero l'ordine d'intercettare la Cortellazzo, ma non vi riuscirono. La motonave, inconsapevole di ciò, proseguì per la sua rotta, che la portò ad incrociarsi con quella del convoglio. Secondo alcune fonti, nella mattinata del 1º dicembre 1942 le unità britanniche della scorta avvistarono la Cortellazzo: sei di esse (per altre fonti i cacciatorpediniere Quickmatch e Redoubt e lo sloop Egret, oppure il Redoubt ed altre tre unità sottili), quindi, lasciarono il convoglio e, intorno alle 14 (altre fonti collocano l'autoaffondamento alle otto del mattino), si avvicinarono alla nave italiana alla massima velocità, circondandola in breve tempo. Mentre il cacciatorpediniere Redoubt si avvicinava, il comandante Paladini, non essendovi più via di fuga, ordinò di accendere le micce per l'autoaffondamento, in modo da impedire la cattura. Poco dopo, abbandonata dall'equipaggio, la Cortellazzo fu scossa dall'esplosione delle cariche ed affondò in alcune decine di minuti, in posizione 44° N 20° O, a circa 500 miglia da Capo Finisterre. L'intero equipaggio, raccolto dalle navi britanniche, venne dapprima trasportato a Gibilterra e quindi avviato alla prigionia in Inghilterra.
Secondo altre fonti, la Cortellazzo fu avvistata, nel primo pomeriggio del 2 dicembre, circa quindici miglia a proravia del convoglio, e subito furono distaccati per attaccarla il Quickmatch ed il Redoubt. Il Quickmatch, il primo a raggiungere la motonave sconosciuta, ordinò con segnali luminosi di non cercare di autoaffondarsi, né di trasmettere comunicazioni via radio: il mercantile, pertanto, fermò le macchine ed issò la bandiera svedese, quindi segnalò, con le bandiere, di essere la nave svedese Nanking, diretta a Buenos Aires. Il Quickmatch, tuttavia, non dette credito a quanto affermato ed ordinò alla nave sconosciuta di calare una scialuppa ed inviare sul cacciatorpediniere i documenti richiesti per un'ispezione. Cercando di prendere tempo, mentre entrambi i cacciatorpediniere la circondavano, la motonave rispose che il mare era troppo mosso per calare una lancia, ma il Quickmatch si avvicinò ulteriormente ed ordinò, con il megafono, l'immediata consegna dei documenti. Il mercantile, pertanto, iniziò a calare la scialuppa, mentre la finta bandiera svedese veniva ammainata e sostituita con una bandiera bianca (una tovaglia). Dopo un notevole sforzo, la scialuppa, con a bordo un ufficiale e sei marinai, raggiunse il Quickmatch, dove l'ufficiale, appena salito a bordo, riferì che la nave era il mercantile italiano Cortellazzo, diretto da Bordeaux al Giappone con 6 passeggeri tedeschi e 2000 tonnellate di materiale per aerei (informazione confermata anche dal capoconvoglio, con una comunicazione via radio con l'Ammiragliato). Considerate le avverse condizioni meteomarine ed il rischio di attacco da parte di U-Boote, il capoconvoglio decise di non catturare la nave, ma di affondarla: l'equipaggio della Cortellazzo ricevette l'ordine di abbandonare la nave, quindi il Redoubt recuperò i naufraghi ed affondò la motonave con un siluro e con il tiro della propria artiglieria in posizione 44°00' N e 22°00' O, 470 miglia ad ovest di Capo Finisterre.
Secondo altre fonti, il 30 novembre il cacciatorpediniere Quickmatch, di scorta al convoglio «H 6» nel golfo di Biscaglia, venne distaccato in seguito all'avvistamento della Cortellazzo, in navigazione da Bordeaux al Giappone, da parte di un aereo: avvicinata dalle navi britanniche ed identificata, la motonave fu abbandonata dall'equipaggio (preso prigioniero) ed affondata dal Redoubt con un siluro.
La Kriegsmarine e la Luftwaffe, non a conoscenza del recupero dell'equipaggio, inviarono nella zona dell'affondamento tre U-Boote (numero poi aumentato) e tre aerei Focke Wulf Fw 200 «Condor», che inizialmente, il 2 dicembre, non trovarono alcuna traccia della nave; venne perciò ordinato di cercare verso sudest e verso est e quindi procedere verso la Spagna, conducendo accurate ricerche, essendo ritenuto possibile che le scialuppe stessero cercando di raggiungere le coste spagnole. Il 3 dicembre l'U 603 avvistò vari rottami ed una scialuppa vuota alla deriva, nel quadrante «BE 8455»: ciò fece pensare che i superstiti potessero essere stati recuperati da una nave inglese. Le ricerche proseguirono comunque, senza risultati, sino a tutto il 4 dicembre. La Kriegsmarine, la Regia Marina e la Croce Rossa Internazionale si attivarono per cercare i naufraghi o reperire informazioni sul loro eventuale salvataggio: il 3 dicembre Supermarina inviò a Betasom il messaggio «At gruppo sommergibili atlantici – Decifrate da solo alt – Motonave Cortellazzo attaccata da incrociatore et cacciatorpediniere nemici in posizione stimata 44°00' N e 20°00' W est autoaffondata alt Undici sommergibili germanici ricevuto ordine ricerca naufraghi alt» ed in seguito altre comunicazioni (il 7 dicembre, da Maricolleg Berlino a Supermarina «Motonave Cortellazzo dopo dato segnale essere attaccata trasmetteva poco dopo che bastimento veniva autoaffondato DOPO DISTRUTTI DOCUMENTI SEGRETI alt nessuna altra notizia al riguardo salvo esito negativo ricerche aerei et sommergibili tedeschi già comunicato»), ma non fu ottenuta alcuna informazione circa la sorte dell'equipaggio. Nel marzo 1943 la Croce Rossa Internazionale informò il Ministero della Marina, con una lettera, che alcuni membri dell'equipaggio della Cortellazzo erano stati catturati dagli inglesi, ma si dubitò della correttezza dell'informazione, che non citava superstiti tedeschi e non aggiungeva particolari. Il 23 marzo, tuttavia, Supermarina, dietro richiesta della Kriegsmarine, che intendeva conoscere la sorte del proprio personale imbarcato sulla Cortellazzo, rispose «Segreto – In una lettera del Comandante civile della M/n Cortellazzo Sig. Agusto Paladini, transitata dall'Ufficio informazioni famiglie del Ministero Marina, è scritto: Tutto il personale imbarcato è salvo».